# Adaptacja sensoryczna
Adaptacja sensoryczna, zjawisko adaptacji wrażenia – przejściowa i mająca charakter dostosowawczy zmiana czułości receptora zmysłowego lub narządu zmysłu. Wzrost intensywności bodźca powoduje spadek wrażliwości i odwrotnie. Zmieniająca się wrażliwość z jednej strony podnosi skuteczność zmysłu, a z drugiej strony zabezpiecza go (w pewnym zakresie) przed uszkodzeniem.
Jeżeli narząd zwiększa swoją wrażliwość nazywamy to sensytyzacją lub adaptacją dodatnią. Zjawisko takie łatwo można zaobserwować w sali kinowej - bezpośrednio po wejściu w trakcie seansu, trudno dostrzec cokolwiek, jednak po pewnym czasie następuje adaptacja dodatnia wzroku i można dostrzec znacznie więcej szczegółów otoczenia. W przypadku nadmiernego oświetlenia następuje odruchowe przymykanie powiek, zwężenie źrenicy oraz zmniejszenie czułości receptorów siatkówki. Innym przykładem adaptacji ujemnej czyli desensytyzacji może być przywykanie do zapachów. Nawet bardzo intensywne zapachy po pewnym czasie stają się niezauważalne, wystarczy jednak niewielki ruch powietrza aby zmysł się uaktywnił i zapach ponownie stał się wyczuwalny.